# HD 90156
HD 90156 (HIP 50921 / SAO 178771 / GJ 3597) es una estrella de magnitud aparente +6,95.
Está encuadrada en la constelación de Hidra cerca del límite con Antlia, a poco más de 1,5º al norte de α Antliae.
Distante 72 años luz del sistema solar, desde 2009 se conoce la existencia de un planeta extrasolar en órbita alrededor de esta estrella.

## Características físicas
HD 90156 es una enana amarilla de tipo espectral G5V; es, por tanto, una estrella de la secuencia principal como el Sol pero algo más fría y tenue que éste. 
Su temperatura efectiva es de 5599 ± 12 K y brilla con una luminosidad equivalente al 72% de la luminosidad solar.
Ello es consecuencia de su menor masa, un 16% inferior a la masa solar.
Sus características son semejantes a las de 82 Eridani o 61 Virginis, esta última también con un sistema planetario.
El radio estimado de HD 90156 es un 10% más pequeño que el del Sol.
Su velocidad de rotación proyectada es de menos de 1 km/s, siendo su período de rotación de 26 ± 3 días.
Su metalicidad es poco más de la mitad de la que tiene el Sol ([Fe/H] = -0,24 ± 0,01).
En cuanto a su edad, ésta se estima en 4400 millones de años, si bien otra fuente señala una antigüedad significativamente menor de 2600 millones de años.

## Sistema planetario
El planeta descubierto, HD 90156 b, orbita a una distancia media de 0,25 UA respecto a la estrella, empleando casi 50 días en completar su órbita.
Este planeta ha sido considerado un «Neptuno caliente» —semejante a los planetas del tipo «Júpiter caliente» pero de menos masa—, siendo su masa mínima 17,98 veces mayor que la de la Tierra.
| Acompañante (En orden desde la estrella) | Masa (MJ)      | Período orbital (días) | Semieje mayor (UA) | Excentricidad |
| ---------------------------------------- | -------------- | ---------------------- | ------------------ | ------------- |
| HD 90156 b                               | 0,057 ± 0,0046 | 49,77 ± 0,07           | 0,25 ± 0,004       | 0,31 ± 0,1    |